# Pápateszér
Pápateszér je velká vesnice v Maďarsku v župě Veszprém, spadající pod okres Pápa. Nachází se asi 17 km severovýchodně od Pápy, 22 km jihozápadně od Pannonhalmy, stejnou vzdálenost jihovýchodně od Tétu a 35 km severozápadně od Zircu. V roce 2015 zde žilo 1168 obyvatel, z nichž 91,2 % tvoří Maďaři.
Kromě hlavní části k Pápateszéru připadají i malé části Farkashegy, Fényeshegy, Teszérimajor a Zsörk.
Pápateszér leží na silnici 832. Je přímo silničně spojen s obcemi Bakonyszentiván, Bakonytamási a Csót. Pápateszérem protéká potok Burcsi, který se vlévá do potoka Bánya-Völgyi. Ten se vlévá do potoka Sokorói-Bakony, který se vlévá do řeky Marcal.
V Pápateszéru se nachází kostel Szűz Mária Neve-templom. Nachází se zde též hřbitov, rybník, hřiště, škola, pošta, lékárna, autoservis, knihovna, hospoda a tři obchody.